# Antonia (filme de 1995)
Antonia (br: A excêntrica família de Antônia) é um filme dos Países Baixos de 1995 escrito e dirigido pela diretora holandesa Marleen Gorris.

## Sinopse
O filme se passa durante quase quarenta anos após a Segunda Guerra Mundial, e conta a história da matriarca Antonia que, depois de voltar à vila onde nasceu, estabelece uma comunidade com sua filha.
O enredo se desenvolve em torno da relação das duas com os moradores da vila. Assumem a fazenda da família e alojam um homem simples da aldeia e uma jovem com problemas psicológicos que foi estuprada pelo irmão, além de manter amizade com Kromme Vinger, um filósofo estudioso de Schopenhauer e Nietzsche.

## Elenco
- Willeke van Amelrooy - Antonia[1]
- Els Dottermans - Danielle[2]
- Veerle van Overloop - Thérèse
- Jan Decleir - Bas
- Mil Seghers - Krome Vinger (Dedo Torto)
- Dora van der Groen - Allegonde
- Thyrza Ravesteijn - Sarah
- Esther Vriesendorp - Thérèse (13 anos)
- Carolien Spoor - Thérèse (6 anos)
- Leo Hogenboom - padre
- Marina de Graaf - Deedee

## Principais prêmios e indicações
BAFTA (1997)
- Indicado à categoria melhor filme estrangeiro

### Havana Film Festival (2006)
Prêmio Coral de melhor som: Beto Villares

### São Paulo International Film Festival (2006)
Prêmio Petrobras cultura de difusão de melhor longa metragem: Tata Amaral

### Zlín International Film Festival for Chidren and Youth
Prêmio do júri ecumênico: Tata Amaral